# Безано
Безано (итал. Besano) је насеље у Италији у округу Варезе, региону Ломбардија.
Према процени из 2011. у насељу је живело 2594 становника. Насеље се налази на надморској висини од 348 м.

## Становништво
| 1931. | 1936. | 1951. | 1961. | 1971. | 1981. | 1991. | 2001. | 2011. |
| ----- | ----- | ----- | ----- | ----- | ----- | ----- | ----- | ----- |
| 873   | 848   | 940   | 1.137 | 1.596 | 1.991 | 1.991 | 2.350 | 2.603 |